# Luis Fernández de Córdova
Luis Fernández de Córdova (San Fernando, Cádiz, 2 de agosto de 1798-Lisboa, 22 de abril de 1840) fue un militar, político y diplomático español. De marcada tendencia absolutista durante el reinado de Fernando VII, se sublevó contra el gobierno durante el Trienio Liberal lo que le obligó, tras fracasar, a huir a Francia.

## Biografía
Hijo del capitán de fragata de la Real Armada José María Fernández de Córdoba y Rojas, Luis Fernández de Córdova, oficial de Estado Mayor del ejército, en el Pronunciamiento de Riego, detuvo la marcha del coronel Antonio Quiroga, alzado en Alcalá de los Gazules, quien no pudo llegar a Cádiz como estaba acordado, al cerrarle Fernández de Córdova el paso en la Cortadura, el 3 de enero. El choque fue duro con empleo de artillería. Posteriormente Fernández de Córdova apoyó al rey en la reinstauración del absolutismo regresando a la península con la expedición de los Cien Mil Hijos de San Luis encabezada por el duque de Angulema en 1823. Con posterioridad fue embajador de España en París, Lisboa y Berlín.
Volvió a España a la muerte del rey para apoyar a Isabel II durante la Primera Guerra Carlista contra el pretendiente Carlos María Isidro de Borbón. Apoyó el establecimiento del Estatuto Real de 1834. Llegó al frente del Norte con el ejército de Rodil, y recibió el mando de una de sus divisiones, a pesar de carecer de experiencia en el mando de tropa. Tras la destitución de Rodil en octubre de 1834, recibió el mando del exiguo ejército isabelino de Navarra, con el que se enfrentó a Zumalacárregui en las batallas de Mendaza y Arquijas. Participó en junio de 1835 en el levantamiento del sitio de Bilbao, y recibió el mando del ejército del Norte. En julio libró la batalla de Mendigorría.
A pesar de este triunfo obtenido en Navarra, decidió que las tropas isabelinas deberían de abandonar los escenarios de combate en los valles navarros de las Amescoas y de la Burunda, en los que tantas bajas había hecho Zumalacárregui con su táctica guerrillera al ejército isabelino, trasladando el frente a los límites norteños de Álava con Vizcaya y Guipúzcoa, para ocupar desde allí estas provincias. Esta estrategia le llevó a realizar la larga Batalla de Arlabán sin obtener éxito alguno.
Cuando la regente María Cristina se vio forzada a recuperar la Constitución liberal gaditana de 1812 en agosto de 1836, abandonó el mando y huyó a Francia, ya que sus soldados estaban muy descontentos con él, debido al mal trato que les daba y, especialmente, por el inútil sacrificio de vidas en la Batalla de Arquijas, por lo que temía ser asesinado por ellos.
En París publicó su Memoria justificativa, trató de enviar la edición a España pero al ser retenida esta en la frontera, encargó realizar una nueva edición en Madrid. Vuelto a España en 1838, trató de organizar una sublevación de los cuarteles de Sevilla pero fracasó, por lo que debió huir a Portugal en 1838. Allí falleció dos años después. Está enterrado en el cementerio municipal de Osuna (Sevilla) en cumplimiento de una promesa de amor.

## Órdenes y empleos

### Órdenes

#### Reino de España
- Caballero gran cruz de la Orden de Carlos III.[1]
- Caballero gran Cruz de la Orden  Americana de Isabel la Católica.(18 de junio de 1833)[1][2]
- Caballero gran cruz de la Real y Militar Orden de San Fernando.[1]

#### Extranjeras
- Orden de la Legión de Honor (Reino de Francia)
  -  Comendador.[1]
  -  Caballero.[3]
- Comendador de la Orden de Cristo.[1] (Reino de Portugal)
- Comendador de la Orden de la Torre y de la Espada.[1][3] (Reino de Portugal)
- Condecorado con la Decoración del Lis.[3] (Reino de Francia)

### Empleos
- 1 de enero de 1833 - Enviado extraordinario y ministro plenipotenciario de Su Majestad Católica cerca de Su Majestad Fidelísima.[4]
- Enviado extraordinario y ministro plenipotenciario de Su Majestad Católica cerca de Su Majestad el Rey de Prusia.[4]
- Teniente general de los Ejércitos Nacionales.[1]
- Secretario de S.M. con ejercicio.[1]
- Gentilhombre de cámara del duque de Lucca, infante de España.[1]